# Līga Dekmeijere
Līga Dekmeijere (* 21. Mai 1983 in Riga, Sowjetunion) ist eine lettische Tennisspielerin.

## Karriere
Dekmeijere, die im Alter von sechs Jahren mit dem Tennissport begann, bevorzugt Hartplätze. Trainiert und betreut wird sie von ihrem Vater Aivars. Ihre Schwester Laila ist Hockeyprofi und Mitglied des lettischen Hockey-Nationalteams.
Līga Dekmeijere trat zuletzt fast nur noch im Doppel an und wurde in der Einzel-Weltrangliste schon länger nicht mehr gelistet. Sie gewann 2008 in Viña del Mar an der Seite von Alicja Rosolska ihren bislang einzigen WTA-Titel. Zudem konnte sie mit wechselnden Partnerinnen 19 Doppeltitel auf dem ITF Women’s Circuit verbuchen.
Ihr bestes Abschneiden bei einem Grand-Slam-Turnier war der Einzug ins Achtelfinale des Doppelwettbewerbs der French Open im Jahr 2012. Gestoppt wurden sie und ihre Doppelpartnerin Tamarine Tanasugarn vom tschechischen Spitzendoppel Andrea Hlaváčková / Lucie Hradecká.
Ab 1998 spielte Dekmeijere für die lettische Fed-Cup-Mannschaft. Ihre Doppelbilanz im Fed Cup verbesserte sie mit ihrem letzten Einsatz beim 3:0-Sieg über Dänemark im April 2012 auf 10:7 Siege, im Einzel hat sie vier Siegen und neun Niederlagen zu Buche stehen.
Von 2015 bis 2018 war sie auf der Damentour nicht angetreten. Seit 2018 spielt sie wieder unregelmäßig ITF-Turniere.

## Turniersiege

### Doppel
| Nr. | Datum              | Turnier            | Kategorie     | Belag             | Partnerin            | Finalgegnerinnen                         | Ergebnis           |
| --- | ------------------ | ------------------ | ------------- | ----------------- | -------------------- | ---------------------------------------- | ------------------ |
| 1.  | Juli 1999          | Brüssel            | ITF $10.000   | Sand              | Ljudmila Nikojane    | Ségolène Berger Victoria Courmes         | 6:76, 6:3, 6:3     |
| 2.  | 7. Juli 2001       | Périgueux          | ITF $10.000   | Sand              | Margit Rüütel        | Kildine Chevalier Daniela Olivera        | 6:4, 6:1           |
| 3.  | 4. August 2001     | Casablanca         | ITF $10.000   | Sand              | Irina Kornienko      | Chiaki Nakajima Ayako Suzuki             | 6:1, 6:4           |
| 4.  | 17. November 2001  | Le Havre           | ITF $10.000   | Sand              | Marija Kondratjewa   | Daniela Olivera Natacha Randriantefy     | 6:4, 6:3           |
| 5.  | 24. November 2001  | Deauville          | ITF $10.000   | Sand              | Marija Kondratjewa   | Yvonne Doyle Eva Erbova                  | 6:1, 7:62          |
| 6.  | 10. Mai 2003       | Fukuoka            | ITF $50.000   | Rasen             | Nana Smith           | Rika Fujiwara Saori Obata                | 6:2, 2:6, 6:4      |
| 7.  | 18. Oktober 2003   | Joué-lès-Tours     | ITF $25.000   | Hartplatz (Halle) | Bianka Lamade        | Leslie Butkiewicz Caroline Maes          | 6:1, 6:2           |
| 8.  | 27. März 2004      | Athen              | ITF $25.000   | Hartplatz         | Martina Müller       | Zsófia Gubacsi Kyra Nagy                 | 6:2, 1:6, 6:4      |
| 9.  | 22. Mai 2004       | Peking             | ITF $25.000   | Hartplatz         | İpek Şenoğlu         | Rui Du Liu Nannan                        | 4:6, 6:4, 7:61     |
| 10. | 29. Mai 2004       | Tongliao           | ITF $25.000   | Hartplatz         | İpek Şenoğlu         | Anna Bastrikova Nina Brattschikowa       | 7:5, 7:65          |
| 11. | 2. Oktober 2004    | Pelham             | ITF $25.000   | Sand              | Natalia Dziamidzenka | Sarah Riske Aleke Tsoubanos              | 6:3, 6:1           |
| 12. | 20. November 2004  | Tucson             | ITF $50.000   | Hartplatz         | Vladimíra Uhlířová   | Krystina Marcio Jessica Nguyen           | 6:4, 6:4           |
| 13. | 4. Dezember 2004   | Palm Beach Gardens | ITF $50.000   | Sand              | Nana Smith           | Kelly McCain Kaysie Smashey              | 6:3, 6:2           |
| 14. | 11. Juni 2005      | Marseille          | ITF $50.000+H | Sand              | Caroline Dhenin      | Maria Fernanda Alves Marie-Ève Pelletier | 6:2, 1:6, 6:2      |
| 15. | 30. September 2006 | Tokio              | ITF $50.000   | Hartplatz         | Ayami Takase         | Yurika Sema Mari Tanaka                  | 7:63, 6:3          |
| 16. | 21. Oktober 2006   | Glasgow            | ITF $25.000   | Hartplatz (Halle) | Veronika Chvojková   | Katie O’Brien Margit Rüütel              | 6:4, 6:3           |
| 17. | 16. Februar 2008   | Viña del Mar       | WTA Tier III  | Sand              | Alicja Rosolska      | Marija Korytzewa Julia Schruff           | 7:5, 6:3           |
| 18. | 27. September 2008 | Ashland            | ITF $50.000   | Hartplatz         | Jelena Pandzic       | Julie Ditty Carly Gullickson             | 6:3, 3:6, [10:8]   |
| 19. | 12. März 2011      | Clearwater         | ITF $25.000   | Hartplatz         | Kimberly Couts       | Heidi El Tabakh Arina Rodionova          | 6:1, 6:4           |
| 20. | 2. April 2011      | Pelham             | ITF $25.000   | Sand              | Marie-Ève Pelletier  | Kimberly Couts Heidi El Tabakh           | 2:6, 6:4, [12:10]  |
| 21. | 12. März 2022      | Naples             | ITF W15       | Sand              | Marija Kononowa      | Qavia Lopez Madison Sieg                 | 6:70, 6:3, [19:17] |